# Мост 300 арагвинцев
Мост 300 арагвинцев (груз. 300 არაგველის ხიდი) — автомобильный мост через реку Куру в Тбилиси. Проложен по плотине Ортачальской ГЭС.
Выше по течению реки находится мост Метехи, ниже — Мост Дмитрия Гулиа.

## Название
Мост, существовавший в этом месте с середины XIX века, назывался Мнацакановским, по фамилии жителя Тифлиса Ивана Мнацаканова, который пожертвовал 25 тысяч руб. для выкупа построенного моста в пользу города, освободив жителей от платы за проезд и проход по мосту. Современное название, в честь 300 арагвинцев, было дано мосту в 1920-х годах.

## История

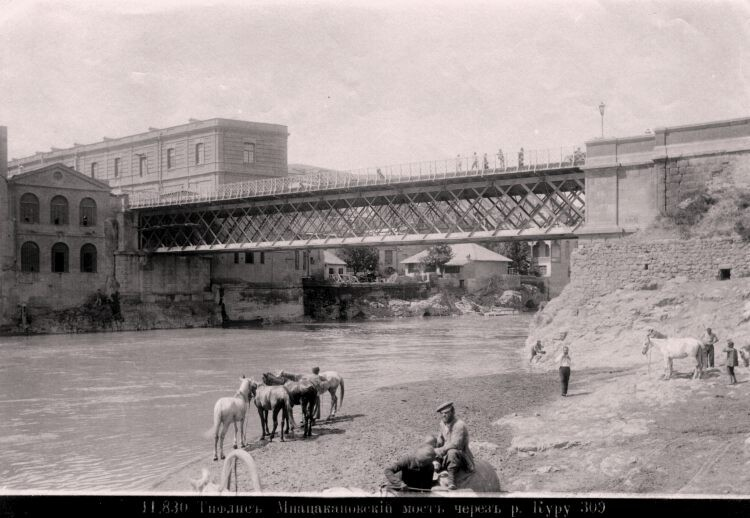
Мнацакановский мост в начале XX в.

В XV веке в районе современного моста существовал Кахетинский мост. Он предназначался для перегона скота с пастбищ. В начале XVII века он был разрушен во время набега шаха Аббаса. 
В 1851 году по проекту инженера Гагенмейстера был построен однопролётный деревянный арочный мост. Первоначально мост был платным, пока житель Тифлиса Иван Мнацаканов не пожертвовал 25 тысяч руб. для выкупа построенного моста в пользу города, освободив жителей от платы за проезд и проход по мосту. В 1866 году мост пришел в негодность и обрушился в 1869 году. В 1877—1878 годах во время русско-турецкой войны на этом месте действовала паромная переправа. В 1882 году был построен однопролётный решётчатый металлический мост на каменных устоях с пролётом 95 м.
К началу XX века это был один из шести городских мостов через Куру. Мост просуществовал до 1952 г., когда ниже по течению была построена Ортачальская ГЭС с мостом. В настоящее время на правобережной опоре старого моста построен ресторан «Крцаниси».
Существующий железобетонный мост сооружен в 1952—1956 гг. по проекту архитекторов О. Багратиони, Т. Маргвелашвили и инженеров Г. Карцивадзе, Г. Цилосани.